# Joseph Casavant
Joseph Casavant (* 23. Januar 1807 in Saint-Hyacinthe, Québec; † 9. März 1874 in Saint-Hyacinthe) war ein kanadischer Orgelbauer.

## Leben
Casavant erlernte das Schmiedehandwerk und arbeitete in diesem Beruf in seiner Heimatstadt. Mit Musik kam er im Hause von Jean Dessaulles, dem Gutsherren von Saint-Hyacinthe, in Berührung, der das einzige Klavier im Ort besaß. Im Alter von 27 Jahren ging er nach Sainte-Thérèse, um am dortigen Petit Séminaire Musik bei Charles-Joseph Ducharme zu studieren. Diesem fielen die technischen Fähigkeiten seiner Schülers auf, und er empfahl ihm, die Mechanik von Orgeln zu studieren. Zu diesem Zweck lieh er ihm Werke von François de Bédos de Celles, darunter dessen Abhandlung L’art du facteur d’orgues. Ergebnis war, dass es Casavant gelang, eine teilweise fertiggestellte Orgel in der Parochie fertigzustellen und zum Klingen zu bringen.
Daraufhin baute er in seiner Werkstatt in Saint-Hyacinthe 1840 eine Orgel für die Kirche Saint-Martin auf der Île Jésus. Eine weitere Orgel mit 12 Registern vollendete er 1843. 1844 bestellte der Gemeinderat von Saint-Jean-sur-Richelieu eine Orgel bei ihm. Ab etwa 1848 arbeitete er mit Augustin Lavallée, dem Vater Calixa Lavallées zusammen. Einen großen Auftrag erhielt er für den Bau einer Orgel für die Kathedralbasilika Notre Dame in Ottawa. Weitere Orgeln aus seiner Werkstatt entstanden u. a. in den Kirchen von Kingston (1854), Longueuil (1860) und Saint-Jérôme (1861). 1866 übergab er das Geschäft seinem Assistenten Eusèbe Brodeur mit der Auflage, dass er die Ausbildung seiner Söhne Claver und Samuel als Orgelbauer übernehmen würde. Beide wurden später Gründer der Orgelbaufirma Casavant Frères.